# Vitalie Bordian
Vitalie Bordian (n. 11 august 1984, la Chișinău) este un fotbalist moldovean ce evoluează în acest moment pentru Metalist Harkiv și Echipa națională a Moldovei.

## Biografie
Vitalie Bordian este absolvent a școlii de fotbal FC Zimbru. Primul antrenor — Veaceslav Carandașov.
A jucat pentru echipa secundă a clubului Lokomotiv Moscova.
Bordian este un jucător universal, creativ și care poate juca aproape pe orice poziție din defensivă sau în linia mediană. Posedă o viteză excelentă, e rezistent, șuteză bine cu piciorul drept. A fost căpitanul reprezentativei de tineret a Moldovei. Joacă pentru echipa de seniori a Republicii Moldova și a marcat un gol în meciul Moldova - Lituania (2:1).
E căsătorit (soția Tatiana, fiii — Arteom, Nichita și Ian, fica — Milena).

## Performanțe
- Medaliat cu bronz a campionatului ucrainean în edițiile: 2006-2007, 2007-2008, 2008-2009 și 2009-2010
- Cel mai bun fotbalist al anului în Republicii Moldova: 2008